# Bergolix dimorphus
Bergolix dimorphus är en insektsart som beskrevs av Berg 1884. Bergolix dimorphus ingår i släktet Bergolix och familjen dvärgstritar. Inga underarter finns listade i Catalogue of Life.